# Crystallogobius linearis
Crystallogobius linearis es una especie de peces de la familia de los Gobiidae en el orden de los Perciformes.

## Morfología
Los machos pueden llegar a alcanzar los 4,7 cm de longitud total y las hembras 3,9.
- Presenta dimorfismo sexual.
- Número de vértebras: 29-31.[2]

## Alimentación
Se alimenta de zooplancton.

## Depredadores
Es depredado por Trisopterus minutus . y  Chelidonichthys gurnardus 

## Hábitat
Vive en zonas de clima templado (70 ° N - 35 ° N, 11 ° W - 25 ° E) entre 100-400 m de profundidad y sobre fondo barroosos y / o arenosos.

## Distribución geográfica
Vive en el Mediterráneo occidental, en el Atlántico noroccidental (desde Lofotens, Noruega, hasta Gibraltar) y la isla de Madeira.

## Observaciones
- Tiene una longevidad de 1 año
- Es inofensivo para los humanos.